# Penya Blanc-Blava Mollet del Vallès
Penya Blanc-Blava Mollet del Vallès (Mollet del Vallés), es una peña del RCD Espanyol de Barcelona y perteneciente a la Federación Catalana de Peñas del RCD Espanyol de Barcelona.

## Historia
La Penya Blanc-Blava Mollet del Vallès fue fundada por  Jaime Español Viñas (1934-2017) el 27 de octubre de 1975; desde entonces su único objetivo ha sido animar al RCD Espanyol tanto en casa como en desplazamientos organizados por la PBB Mollet u otras peñas pericas.

## Torneo
En julio del 2012 organizó conjuntamente con la PBiB La Garriga el I Torneo Garriga – Mollet Futsal.
Desde entonces dispone de una sección de fútsal para disputar torneos entre peñas pericas.

### Redes Sociales
- Twitter PBB Mollet
- Facebook PBB Mollet
- Instagram PBB Mollet

- Datos: Q6071533